# Federico Della Ferrera
Federico Della Ferrera (* 3. Juli 1887 in Turin; † 19. Mai 1965 ebenda) war ein italienischer Rad- und Motorradrennfahrer sowie Ingenieur, Unternehmer und Gründer des Unternehmens Fratelli Della Ferrera.

## Werdegang
Federico Della Ferrera war in jungen Jahren Radsportler und nahm für u. a. für Italien an den Radwettbewerben der Olympischen Zwischenspiele 1906 in Athen teil. Während er im 1000-m-Zeitfahren und im 5000-m-Bahnfahren in der Vorrunde ausschied, belegte er im 333,33-m-Zeitfahren über eine Bahnrunde Rang sechs.
Nachdem sich die Brüder Federico und Giovanni schon längere Zeit mit dem Fahrrad- und Motorenbau beschäftigt hatten, gründeten sie im Jahr 1909 in ihrer Heimatstadt Turin das Unternehmen Fabbrica di Motocicli Fratelli Della Ferrera, das Motorräder und im Jahr 1924 auch ein Cyclecar produzierte. Die Brüder konstruierten die Maschinen mindestens teilweise selbst, und Federicio Della Ferrera ließ sich sogar 1925 in den USA einen Zweitaktmotor patentieren.
Della Ferrera nahm mit den selbst gebauten Maschinen in den 1910er- und Anfang der 1920er-Jahre an zahlreichen Motorradrennen teil und war besonders in seiner piemontesischen Heimat sowohl bei Bergrennen als auch bei Rundstreckenrennen erfolgreich. So feierte er zwischen 1912 und 1922 jeweils drei Siege bei den Bergrennen Colle Torinesi (Sassi–Superga) und Susa–Moncenisio.
Bedingt durch den Zweiten Weltkrieg stellte Della Ferrera 1942 die Motorradproduktion ein. Federico Della Ferrera starb 1965 in seiner Heimatstadt Turin im Alter von 77 Jahren.